# Acido licanico
L'acido licanico è un acido grasso composto da 18 atomi di carbonio con 3 doppio legami coniugati in posizione 9=10, 11=12, 13=14 e un chetone sostituente in posizione 4. La formula di struttura è:
```
CH
3
(CH
2
)
3
-CH=CH-CH=CH-CH=CH-CH
2
-C-(CH
2
)
2
-COOH.
                                ║
                                O
```

Come per l'acido eleostearico, suo probabile precursore, sono noti 2 isomeri: 
- α-licanico con notazione delta 18:3Δ9c,11t,13t
- β-licanico con notazione delta 18:3Δ9t,11t,13t più raro in natura.

Fu isolato per la prima volta da J. van Loon e A. Steger nel 1931 nella Couepia grandiflora e chiamato acido couepico. Più tardi nel 1936, RS McKinney e GS Jamieson isolarono nel 1936 un acido dall'olio licitico della pianta Licania rigida, da cui prese il nome,  e che fu successivamente identificato come identico all'acido couepico.  La concentrazione nell'olio di semi di Licania rigida è particolarmente alta (≈61% del totale di acidi grassi). È stato anche isolato dall'olio dei semi di Parinarium annamense (≈22%), Couepia longipendula (≈22%), Acioa edulis (≈19%), Parinari glabra (≈12%) e Chrysobalanus icaco (≈10%).
Gli oli con un alto tenore di acidi polinsaturi coniugati sono oli siccativi.